# 레이몬드 해킷

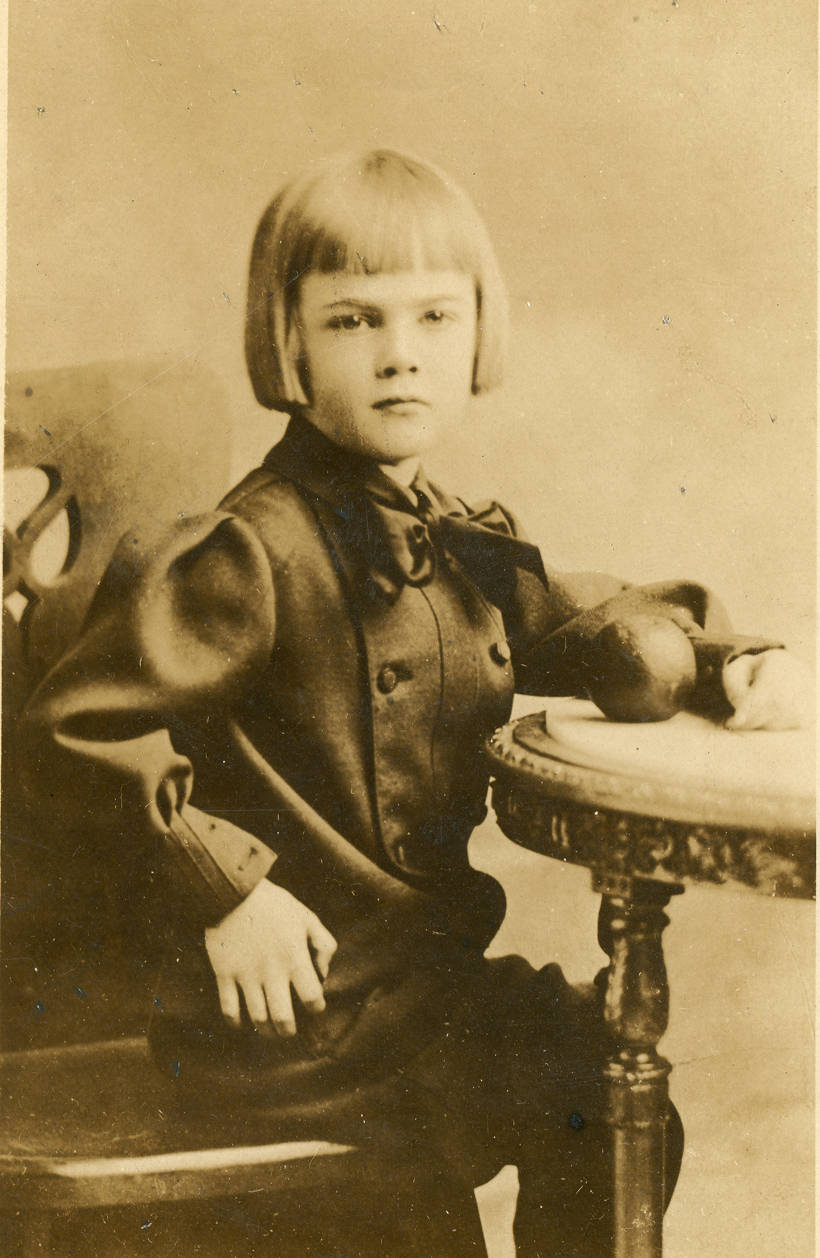

레이몬드 해킷(Raymond Hackett, 1902년 7월 15일 ~ 1958년 7월 7일)은 미국의 배우, 연극 배우, 영화배우이다.
뉴욕에서 태어났으며 할리우드에서 사망하였다.

## 영화
- 넘버드 멘 (1930년)
- 울프 선장 (1930년)
- 풋라이츠 앤 풀스 (1929년)
- 마담 X (1929년)